# Pianoconcert (N. Berg)
Het Pianoconcert in cis mineur is een compositie van Natanael Berg. Berg componeerde het werk in 1931. Het pianoconcert gaat geheel voorbij aan de toenmalige stromingen binnen de klassieke muziek van de 20e eeuw. Het werd ten tijde van opvoeren ingeschat als een al wat ouder concerto. De dirigent Pierre Monteux vond het bijvoorbeeld te oud klinken om het uit te voeren met zijn Orchestre symphonique de Paris. Anderen zagen weer dat het zonder meer kwaliteiten had en schreven het toe aan Maurice Ravel. Het concert vertoont voorts qua klank enige gelijkenis met het tweede pianoconcert van Sergej Rachmaninov.
Het concert is geschreven in een afwijkende vierdelige opzet (concerto’s hebben normaliter drie delen), de delen 1 en 2 worden achter elkaar doorgespeeld:
1. Andante – Allegro energico – Andante, quasi fantasai
2. Andante, quasi lento
3. Andante, con moto
4. Allegro

De eerste uitvoering was weggelegd voor de Franse pianiste Nathalie Radisse, begeleid door de voorloper van het Koninklijk Filharmonisch Orkest van Stockholm onder leiding van Adolf Wiklund. Het werk verdween daarna al snel in de la. Berg schreef nog slechts één concert, zijn vioolconcert.